# Pont de la Traverse
Le pont de la Traverse est un pont routier situé au Centre-du-Québec qui relie le centre-ville de Drummondville au secteur de Saint-Charles-de-Drummond en enjambant la rivière Saint-François.

## Description
Le pont est emprunté par la route 122. Il comporte quatre voies de circulation, soit deux voies par direction. Environ 29 000 véhicules empruntent le pont quotidiennement.

## Toponymie
Le nom du pont rappelle qu'il permet de traverser la rivière Saint-François.